# Panthère noire dans un jardin
Panthère noire dans un jardin est un roman suisse, en langue française, de Jean-François Haas, publié par les Éditions du Seuil, en 2014.

## Trame narrative
L'action se déroule globalement entre 1970 et 2012 dans un village du Canton de Fribourg (Suisse) (3 500 habitants et 62 nationalités vers 2010).
Le texte se compose en partie des carnets des deux frères Bergwald, Jacques et Paul.
Le premier ou le second enfantement est difficile, parce que le cordon ombilical fait trois fois le tour du cou de l'enfant.
Jacques est grand, costaud, intelligent, mais trop lent, avec des problèmes de coordination, et surtout le don de l'amitié, une rayonnante confiance et une bonne volonté qui faisaient de lui la victime idéale des impitoyables jeux d'enfants (p. 24), dont ce petit pain au lait fourré aux hannetons.
Parmi les traumatismes d'enfance, vers 1967, l'un des deux creuse avec une bêche près d'un arbre, et frappe sans le vouloir son frère imprudent derrière lui : docteur, front fendu, points de suture, et Caïn / Abel. Plus tard, le chien Beppo, de Salvatore, est retrouvé empoisonné dans le jardin Bergwald (Ils ont tué Beppo).
La fraternité difficile est au centre du récit : les récits des frères sont croisés. Et leur empathie est telle que le lecteur ne sait plus lequel des deux est le simplet et lequel le basketteur. Lequel est le brancardier de Lourdes. Lequel défend l'autre ? Lequel admire la faune (faucon crécerelle, perchette, ablette, omble, grillons, cygnes, mésanges bleues, grives, rouge-queue, sarcelle, hermine, et panthère...), flore (frênes, morilles, tomates, haricots, achillées, ronciers, mûres, églantiers, fayards, cerisier, dahlias, épine noire, fusains, cornouillers, herbe, arbres...), paysages, foehn... Ou les deux indissociablement. Même Catherine ne parvient pas à trouver une place dans cette fraternité.
Le père s'occupe d'un jardin. Il y construit une petite maison en Eternit, où se réfugie trop souvent Paul, à défaut d'aller crier en forêt. Quand le père prend conscience qu'ainsi il(s) s'intoxique(nt), il leur en interdit l'accès, refuge et menace : notre jardin est pour toujours son absence.
Le père refuse de travailler aux abattoirs, et préfère l'usine de ciment-amiante, aux fours de calcination à Payerne (où il se rend sans doute en Lambretta.
La famille assiste impuissante à la longue et lente destruction, deux années durant du père, ses pauvres yeux fous d'angoisse, suffoquant encore, haletant, écrasé sur son lit (p. 112). Il meurt avant ses 58 ans en/vers 1974.
En mai 2012, Paul est malade du même mésothéliome (cancer de l'amiante), avec 18 à 24 mois d'espoir de survie. 
Il a abandonné le BBC, quand Maudruz en est devenu le sponsor. 
Il a de plus en plus de mal à respirer, mais continue à entraîner et soutenir son filleul Sandro. 
Le procès de l'amiante à Turin se termine, avec condamnation d'Eternit. 
Maudruz disparaît, entre l'aéroport de Genève et le canton de Fribourg, peut-être enlevé. 
Le commissaire Favre enquête.
La famille, très prudente, retarde la publication de la disparition.
Le 4X4 est retrouvé, une lettre arrive contenant le récit du Festin de Balthazar avec Compté/Pesé/Divisé.
Et finalement, dans l'étable de Thomi, sur un "trabetzet", sorte d'établi bas, le corps torturé de Maudruz, front tailladé, bouche remplie de ciment, avec des inscriptions silicose et Virgil et un DVD...
Favre est chargé de l'enquête, puis, trop concerné, s'en décharge sur Page.
Il essaie de parler, comme autrefois, à Paul, dans le sas de décompression, à la Cathédrale Saint-Nicolas, en vain.
Paul est dès son enfance à toute évocation de la souffrance, humaine comme animale. L'évocation de l'Ange destructeur dans la Bible le met en crise. La mise à mort d'animaux le révulse. Favre croit l'honorer en lui offrant une pêche à l'omble au lac, mais, devant la brutalité du pêcheur, Paul éclate. Son roman pour la jeunesse sur la mort (par silicose) d'un travailleur immigré roumain surexposé dans une usine de sablage de jeans en Turquie est un concentré de la colère, de la rage, de la haine, qui l'anime contre les injustices, la mondialisation... le dogme sacro-saint de la liberté du marché... aux esclaves (p. 145).
La panthère noire serait une image d'un livre d'enfance. Elle est une crainte, une beauté, une menace, que seule Paul croit apercevoir : j'aimerais que la panthère m'attende sous le rhododendron (p. 183). En 2012, elle se manifeste à nouveau du côté de Soleure, et beaucoup croient la voir et le disent.
Sur sa tombe : Paul Bergwald (1963-2012) (p. 273).

## Contexte
Paul, écrivain, se réfère à Kafka (La Colonie pénitentiaire), Ernesto Sabato, La Rochefoucauld, Jean-Jacques Rousseau, Cendrars, Rimbaud...
En musique, il apprécie Brückner, John Lee Hooker, Charles Mingus...
En arts visuels : Ferdinand Hodler, Rembrandt, Le Greco, Zurbaran, Albert Anker, Le Douanier Rousseau, la Fondation Beyeler, les vitraux d'Alfred Manessier, Guerre et Paix (de Serge Bondartchouk)...
Thomi apprend par Philippe que son étable est squattée, sans doute par ces salopards de jeunes (p. 124). Il peste contre les enseignants, pires que les demandeurs d'asile, une racaille d'intellectuels qui n'arrêtent pas de nous noyer dans leurs blablablas (p. 127). Il se fait le porte-parole d'une Suisse nationaliste déboussolée : une sorte de rêve fait de l'horizon bleu du Jura, de sa houle tranquille, de son bercement, et de l'horizon neigeux des Alpes, de cette tempête de rochers bleus et gris dressée comme une forteresse, comme un abri, et on se sent fort de cette force, on est là-dedans... (p. 128). C'est celui des mythes fondateurs de la Suisse, du Moyen Âge, dont Guillaume Tell, la Guerre avec les Bourguignons de Charles le Téméraire... ou ce cavalier de la peste observant de la colline le village et l'épargnant. Ce n'est pas cette autre réalité d'usine-prison et d'immeubles-clapiers.
Mais c'est aussi les figures monstrueuses de Carnaval, les sorciers et les sorcières, les masques de Tschäggättä, toute une violence masquée, ancienne et pourtant très actuelle. Ou encore le récit ou la légende des trois cochons qui ont/auraient dévoré le domestique resté à la ferme, et que son frère aurait vengé.
Face à cela, est revendiqué certain message biblique, version chrétienne : Jésus de Nazareth, Nicodème, Joseph d'Arimathie, Paul, Jacques, le sacrifice d'Abraham... Le visage-cri de Maudruz était-il dans le visage du crucifié (p. 160) ?
La référence à François d'Assise et Saint Roch est explicite : le triton de bénitier (Jacques) s'occupe de la chapelle isolée à Saint-Roch, qu'il entretient et où il cache Ardian.
Après la mort du père, Paul, Jacques et leur mère, se rendent en train et bus, en passant par Fribourg (en plein carnaval, avec masques, fanfares), au village d'origine avec dans un gros paquet une croix (avec inscription INRI) qui va être brûlée durant la Semaine Sainte, pour annoncer que la mort brûlait dans le feu de la résurrection (p. 62).
Favre, qui ne croit pas en Dieu, est gagné par la religiosité de Paul : J'aimerais que Caïn puisse ressusciter du meurtre de son frère, par lequel il s'est tué aussi (p. 95), Caïn peut sortir de sa nuit (p. 56). Il s'agit pour Paul de porter son fardeau qui pèse le poids de tes révoltes et de tes colères et de tes souffrances (p. 62), et tenter de sauver l'homme dans l'homme.
Paul, Jacques (Jacques le Simplifié), Favre sont tous les trois, de manière différente, doués d'empathie, de compassion. Le livre commence par Je te confie ton frère (p. 13), mais continue par Suis-je le gardien de mon frère ?, ce à quoi l'Éternel répond Abel m'a choisi... ce n'est pas moi qui choisis (p. 277).

## Personnages
- Paul Bergwald,  fondateur à 16 ans du BBC, études de littérature et histoire de l'art, parrain de Sandro, écrivain (contes, romans jeunesse)
  - Jacques Bergwald, aîné de Paul, Frère Jacques, Dormévou, 1m 90, apprenti boulanger, puis en atelier protégé en pyrogravure et peinture sur bois
  - le père Bergwald, ouvrier d'usine de ciment-amiante, malade d'un mésothéliome (cancer de l'amiante), décédé
  - la mère, veuve, placée après une attaque au Foyer Sainte-Marthe
  - l'oncle, frère de la mère
  - le grand-père, dans son lointain village de montagne, la Haute Vallée (Bergwald = Forêt de montagne)
  - Catherine, son éphémère amie (p. 245)
- Salvatore, ami du père, vivant en mobil-home au camping du bord du lac
  - son épouse Rosalba
  - son fils, Daniele, Dani, qui a mal tourné (cannabis, vol à l'arraché, prison), avant d'être ramené en Italie par son oncle, puis revenu vingt ans plus tard
  - son chien Beppo, empoisonné
- Favre, ami de Paul, études en science forensique, commissaire de police
  - Oriana, son épouse
  - Sandro, leur fils, 9 ans, mon filleul, mon basketteur
  - Sylvia, leur fille
  - son collègue, Romain
  - son remplaçant pour l'enquête, Page
- Michel Maudruz, marchand (véhicules, terrains, immeubles), propriétaire de boutiques de vêtements pour jeunes, disparu
  - son épouse
- Thomi, ancien basketteur (mon junior), visage osseux, battu, rageur, complètement cabossé par son père, transporteur en camion pour les abattoirs
  - et ses amis Philippe, Yvan...
- Ardian, ancien basketteur junior, réfugié d'origine albanaise
  - Plator, son frère, Tri-so, basketteur
- Virgil (surnom), le Roumain mort de sablage de jeans à Istanbul, pour une entreprise de Maudruz

## Réception
Les lecteurs francophones apprécient globalement cette fiction, du jardin d'indécision entre le bien et le mal, ce récit dense et poignant sur innocence et responsabilité .
La révolte contre les injustices et l’exclusion est à nouveau au cœur d’un récit aux allures trompeuses de polar, entre le roman social et l’ode à la vie,.
Jean-François Haas nous entraîne dans cette nuit et dans cette lumière, au fil d’un récit chargé de suspens. Plus qu’une réflexion morale formelle, c’est là un polar philosophique au pays des démons Tschäggättä qui tient en haleine et qui fait naître chez le lecteur une émotion vive ancrée dans notre condition humaine, entre notre lit de mort et les jardins de nos enfance.